# Street dance
Pour les articles homonymes, voir Street Dance.
 (novembre 2024).
Si vous disposez d'ouvrages ou d'articles de référence ou si vous connaissez des sites web de qualité traitant du thème abordé ici, merci de compléter l'article en donnant les références utiles à sa vérifiabilité et en les liant à la section « Notes et références ».

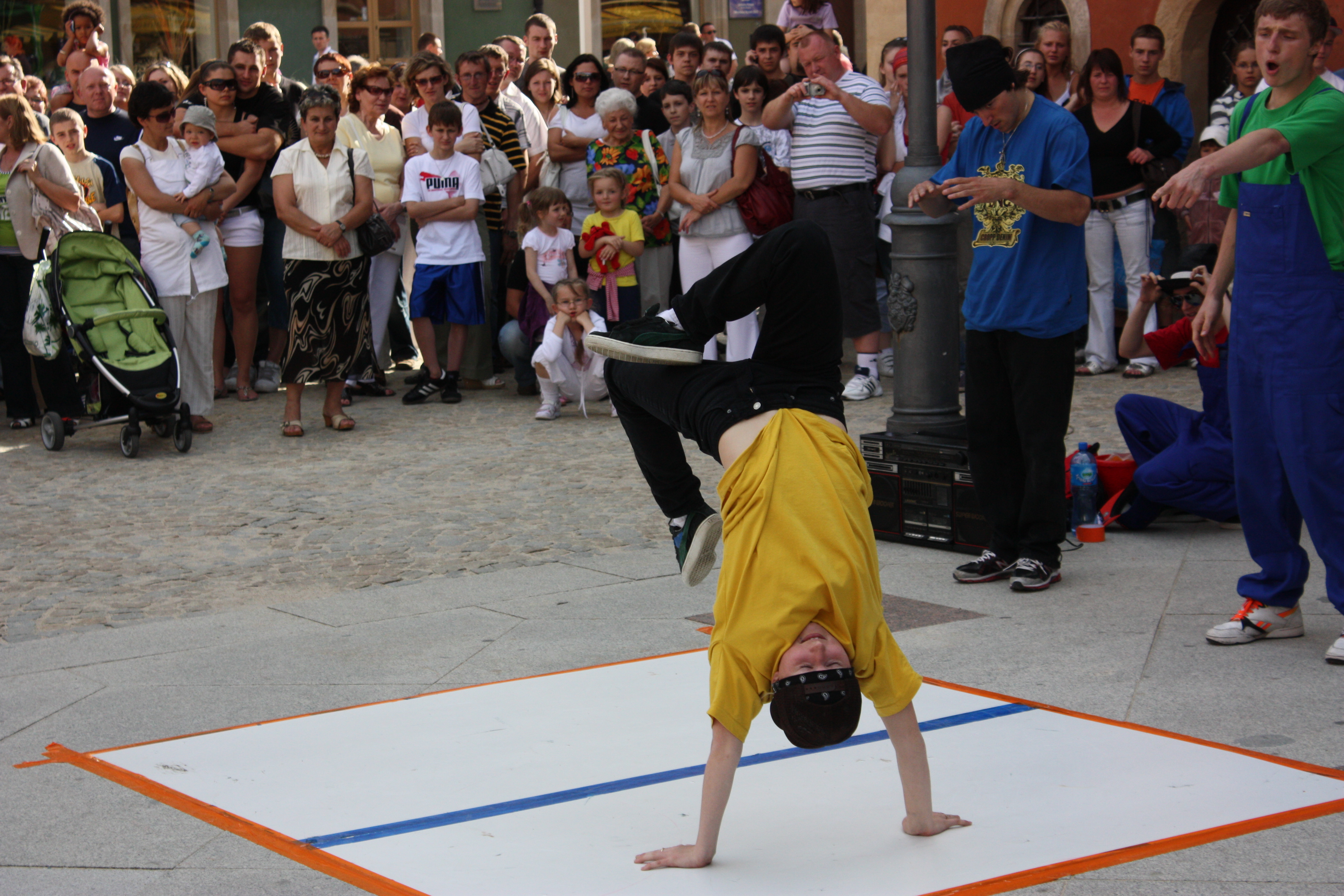

La street dance (littéralement « danse de rue ») est un ensemble de danses venues principalement des États-Unis et d'Allemagne (pour la clip dance).
- Le new style (en France) ou new school (aux États-Unis) est une des danses les plus connues, et se pratique sur des musiques hip-hop (rap), ou autres, qui sont très rythmiques et comportant beaucoup de basses. Les mouvements sont rapides et mélangés à d'autres mouvements comme ceux du 69, du popping, du boogaloo ou encore de la wave dance. C'est ce type de danse qui est le plus représenté par le biais de clips de rap et de RnB aux États-Unis. Un des longs métrages qui a révélé cette danse au grand public est Street Dancers, mais il y a aussi Street Dance 3D. On retrouve aussi un exemple dans Sexy Dance 2.

- Le krumping (ou anciennement clown dancing, clowning), danse très énergique, esthétiquement agressive, venant de la région de Los Angeles (Côte ouest des États-Unis), s'inspire principalement des danses traditionnelles et tribales africaines. À ce jour, le film référence qui a fait connaître cette danse est Rize, du réalisateur David LaChapelle.

## Histoire
L'histoire de la street dance est intimement liée au mouvement hip-hop qui a bouleversé le paysage culturel mondial depuis les années 1970. Cette forme d'expression artistique, née dans les rues des grandes villes américaines, s'est rapidement propagée à travers le monde pour devenir un phénomène culturel majeur.
À ses débuts, la street dance s'est développée selon deux grandes orientations distinctes :
D'un côté, la break dance, qui s'est construite comme une discipline mêlant acrobatie et musicalité. Les danseurs, inspirés par diverses pratiques comme la capoeira brésilienne et les arts martiaux asiatiques alors très populaires grâce aux films de kung-fu, ont créé un style unique de mouvements au sol. La gymnastique olympique a également influencé ces performances spectaculaires, tandis que les mouvements de préparation s'inspiraient des techniques de boxe et des feintes du football.
Parallèlement, la "danse debout" a émergé avec ses propres codes et influences. Profondément ancrée dans la tradition du music-hall et du jazz, elle doit beaucoup aux performances d'artistes légendaires comme James Brown et Michael Jackson. Cette forme de danse s'est enrichie d'influences surprenantes, comme l'art du mime de Marcel Marceau, mais aussi de la culture populaire à travers les films, les jeux vidéo et même les publicités.
Au fil des années, la street dance s'est diversifiée avec l'apparition de nombreux styles. Le popping a introduit ses mouvements saccadés caractéristiques, tandis que le locking se distinguait par ses points et ses mouvements rapides. Le voguing, inspiré des poses de magazines de mode, et le wacking, avec ses mouvements de bras circulaires, ont ajouté de nouvelles dimensions à cet art en constante évolution.

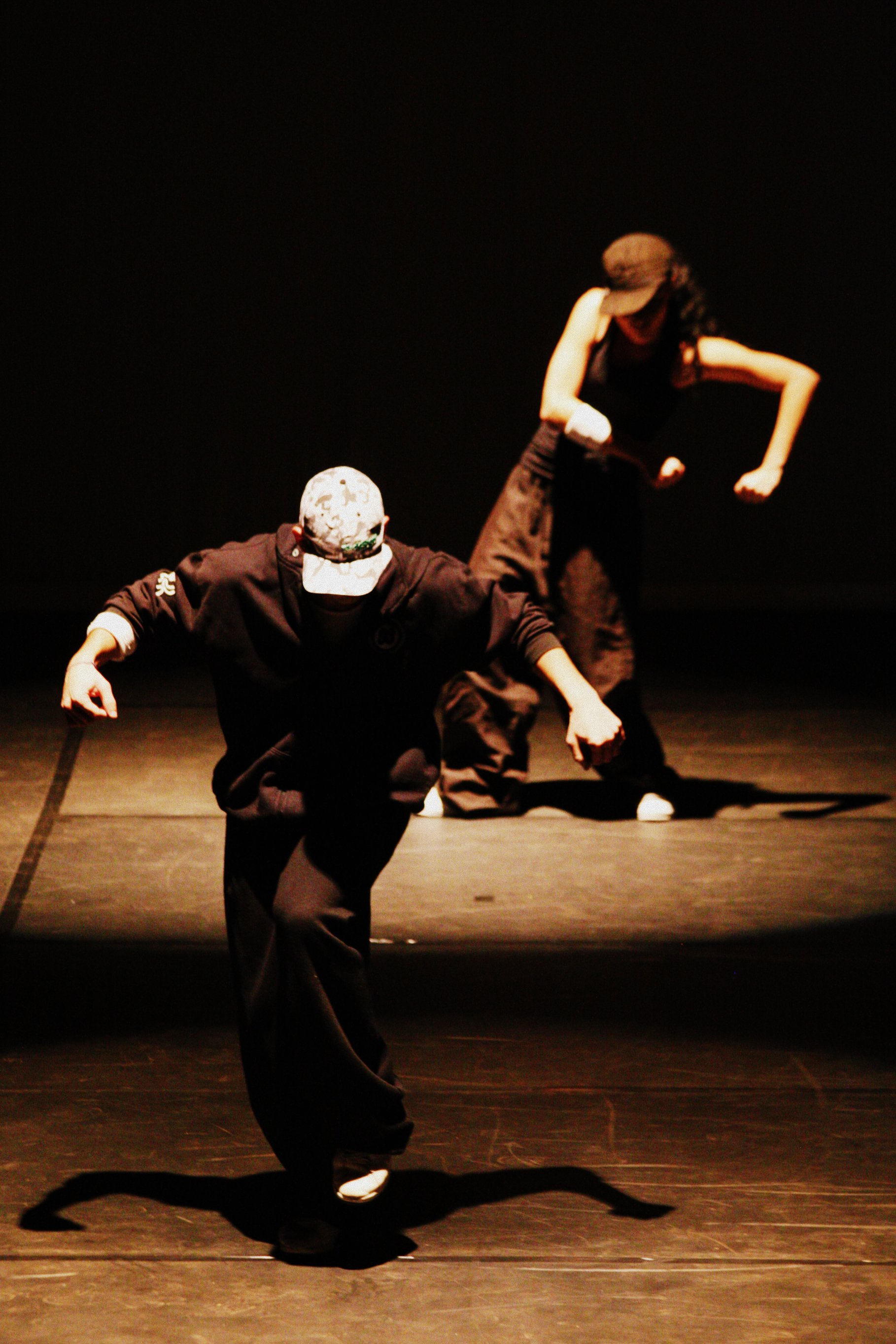
street dancer

La street dance a joué un rôle social crucial en donnant une voix à la jeunesse des quartiers populaires. Initialement perçue comme une culture underground et contestataire, elle est devenue un moyen d'expression privilégié pour des communautés souvent marginalisées[Interprétation personnelle ?]. Cette dimension sociale reste importante, même si la discipline s'est progressivement institutionnalisée.
Ce qui fait la force de la street dance, c'est sa capacité à se réinventer constamment. Les danseurs créent leurs propres styles en fusionnant différentes techniques, tout en restant à l'écoute des tendances contemporaines. Cette forme d'expression artistique a transcendé les barrières sociales et culturelles pour devenir un langage universel, enseigné dans les écoles de danse et célébré dans des compétitions internationales.
Aujourd'hui, tout en conservant ses racines urbaines et son esprit de liberté, la street dance continue d'évoluer. L'avènement des réseaux sociaux a ouvert de nouvelles perspectives, permettant aux danseurs de partager leurs créations avec le monde entier et d'inspirer la prochaine génération d'artistes. Cette forme de danse reste ainsi fidèle à son essence : un art vivant, en perpétuelle mutation, qui reflète les aspirations et la créativité de la jeunesse urbaine.